# Urschmitt
Urschmitt ist eine Ortsgemeinde im Landkreis Cochem-Zell in Rheinland-Pfalz. Sie gehört der Verbandsgemeinde Ulmen an.

## Geographie
Urschmitt liegt acht Kilometer südwestlich der Stadt Cochem und vier Kilometer nordwestlich der Mosel. Die Ortschaft erstreckt sich auf einem vergleichsweise ebenen Gelände östlich der Anhöhe Blinzberg (430 m ü. NHN). Naturräumlich lässt sich das Gemeindegebiet der Gevenicher Hochfläche in der Östlichen Moseleifel zuordnen, in die sich hier die Täler und Nebentäler des Erdenbachs und des Ellerbachs einschneiden. Die östliche Hälfte des Gemeindegebiets umfasst einen Teil des Staatsforstes Cochem. Seinen niedrigsten Bodenpunkt erreicht es mit 165 m ü. NHN am südlichen Austritt des Erlenbachs aus der Gemarkung. Zu Urschmitt gehört der Wohnplatz Forsthaus Sommet.
Urschmitt grenzt (im Uhrzeigersinn) an die Ortsgemeinden Weiler, Dohr, Ediger-Eller, Kliding und Lutzerath.
Ende der 1960er Jahre plante RWE das große Pumpspeicherwerk Bremm. Dessen sechs Kilometer langer Obersee im unmittelbar westlich gelegenen Erdenbachtal und der kleinere Untersee im östlichen Ellerbachtal hätten den Höhenzug mit Urschmitt, Kliding und Beuren im Verlauf der Landesstraße 106 in markanter Weise zu beiden Seiten begrenzt.

## Geschichte
Erstmals erwähnt ist Urschmitt im Jahr 980 – damals noch unter dem Namen Ursmadia. Die Landesherrschaft Kurtriers endete mit der Besetzung des linken Rheinufers 1794/96 durch französische Revolutionstruppen. 1815 wurde der Ort auf dem Wiener Kongress dem Königreich Preußen zugeordnet. Urschmitt und Kliding, die eine Gemeinde bildeten, wurden im Jahr 1848 geteilt. Seit 1946 ist der Ort Teil des Landes Rheinland-Pfalz.
Bevölkerungsentwicklung
Die Entwicklung der Einwohnerzahl von Urschmitt, die Werte von 1871 bis 1987 beruhen auf Volkszählungen:
| Jahr | Einwohner |
| 1815 | ~ 200     |
| 1835 | 251       |
| 1871 | 268       |
| 1905 | 274       |
| 1939 | 281       |
| 1950 | 255       |

| Jahr | Einwohner |
| 1961 | 238       |
| 1970 | 297       |
| 1987 | 234       |
| 1997 | 297       |
| 2005 | 277       |
| 2023 | 198       |

## Politik

### Gemeinderat
Der Gemeinderat in Urschmitt besteht aus sechs Ratsmitgliedern, die bei der Kommunalwahl am 9. Juni 2024 in einer Mehrheitswahl gewählt wurden, und der ehrenamtlichen Ortsbürgermeisterin als Vorsitzender.

### Bürgermeister
Ute Mindermann wurde am 4. Juli 2024 Ortsbürgermeisterin von Urschmitt. Bei der Direktwahl am 9. Juni 2024 war sie mit einem Stimmenanteil von 82,9 % gewählt worden.
Mindermanns Vorgänger Peter Jahnen hatte das Amt im Februar 2008 übernommen. Dessen Vorgänger war der im Amt verstorbene Rudolf Mindermann.

## Sehenswürdigkeiten
Urschmitt hat wenige historische Denkmäler, die Kirche wurde 1910 erbaut. Der Altar der Pfarrkirche St. Quirinus stammt jedoch aus dem ehemaligen Kloster Stuben. Direkt gegenüber der Kirche liegt ein traditionelles Fachwerkhaus, wie es anno dazumal üblich war. Ein anderes Fachwerkhaus steht nun im Freilichtmuseum Kommern, es wurde Stein für Stein abgebaut und dort wieder aufgebaut.
Siehe auch:
- Liste der Kulturdenkmäler in Urschmitt
- Liste der Naturdenkmale in Urschmitt

## Persönlichkeiten
- Herbert Schneiders (* 1953), Politiker